# Laia Aleixandri
Laia Aleixandri López (Santa Coloma de Gramenet, Barcelona, 25 de agosto de 2000), conocida como Laia, es una futbolista española. Juega como defensa o mediocentro defensivo y su equipo actual es el FC Barcelona de la Liga F de España.
En el informe técnico de la FIFA de 2016 la definieron como una centrocampista defensiva con buena visión, fuerte en las entradas, buen pase y salida hacia delante.
Laia habitual en las categorías inferiores de la selección española de fútbol. Ganó la Eurocopa sub-17 de 2015 y fue subcamperona en las Eurocopas sub-17 de 2016 y 2017, formando parte del equipo ideal de los tres campeonatos. Además fue subcampeona del mundo Sub-20 en 2018. También ganó dos ligas con el Atlético de Madrid. 
En el verano de 2022, justo antes de participar en la Eurocopa Femenina celebrada en el Reino Unido, se hizo oficial su fichaje por el Manchester City, dejando atrás su etapa en España.

## Trayectoria

### Categorías inferiores
Laia empezó a jugar al fútbol con 4 años. Entre 2006 y 2008 jugó en el C.E. Arrabal Calaf en categoría de pre-benjamín. En 2008 empezó a jugar en el C.E. Sant Gabriel donde permaneció durante 4 años. En este club jugó en las categorías benjamín y alevín. Entró a las categorías inferiores del F. C. Barcelona a los 11 años. En la temporada 2012/13 jugó en la categoría de alevín-infantil. Las siguientes dos temporadas jugó en la categoría de cadete-juvenil.

### F. C. Barcelona "B"
En la temporada 2015/16 Laia entró en el F. C. Barcelona "B", debutando en Segunda División con 14 años. Se proclamó campeona de la grupo 3 de la categoría con 72 puntos en 26 encuentros, siendo matemáticamente campeonas a falta de dos jornadas por disputarse.
En la temporada 2016/17 volvió a formar parte de la plantilla B del club. Esa temporada volvieron a quedar campeonas de su categoría sumado 60 puntos.

### Atlético de Madrid

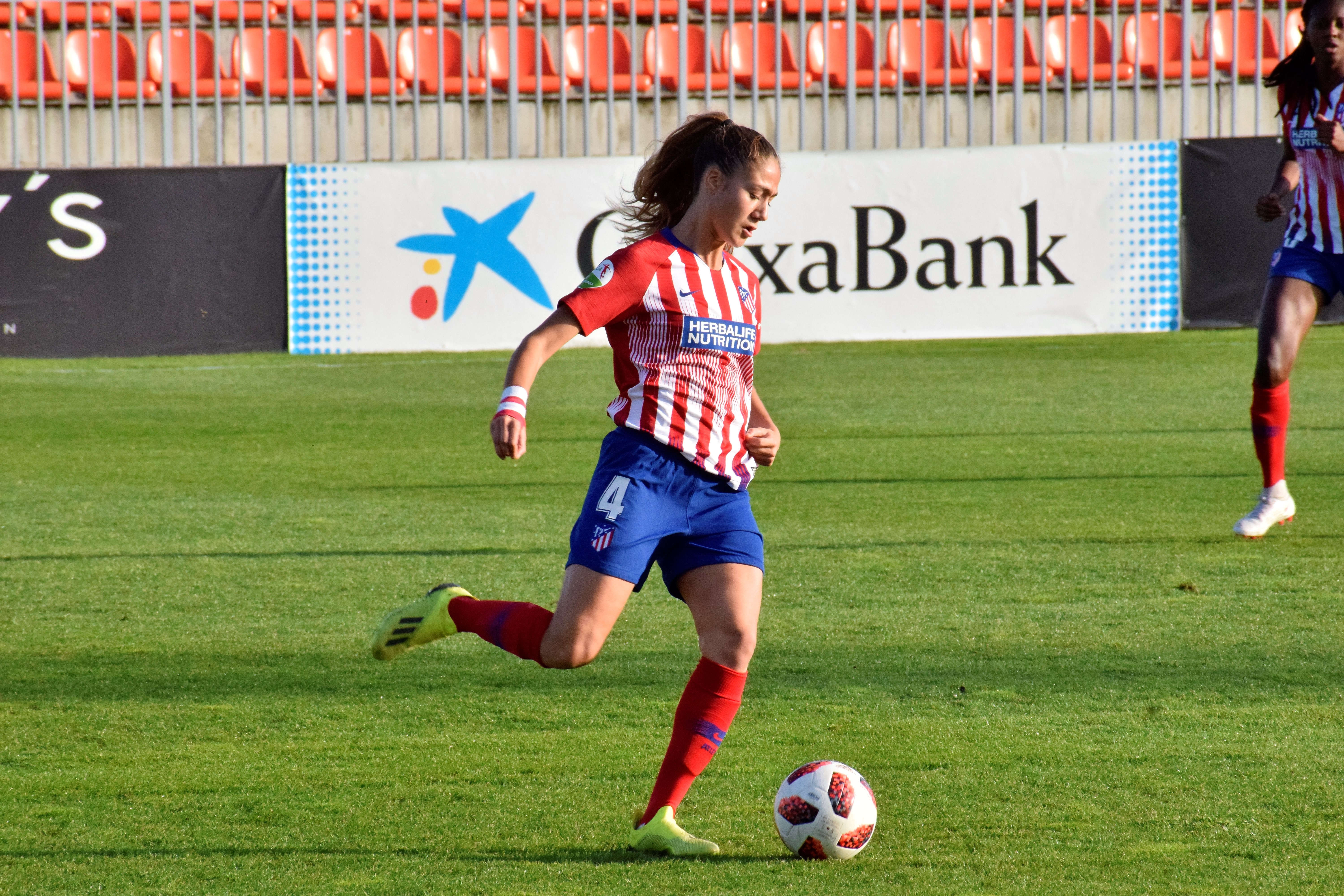
Laia Aleixandri jugando con el Atlético de Madrid en septiembre de 2018

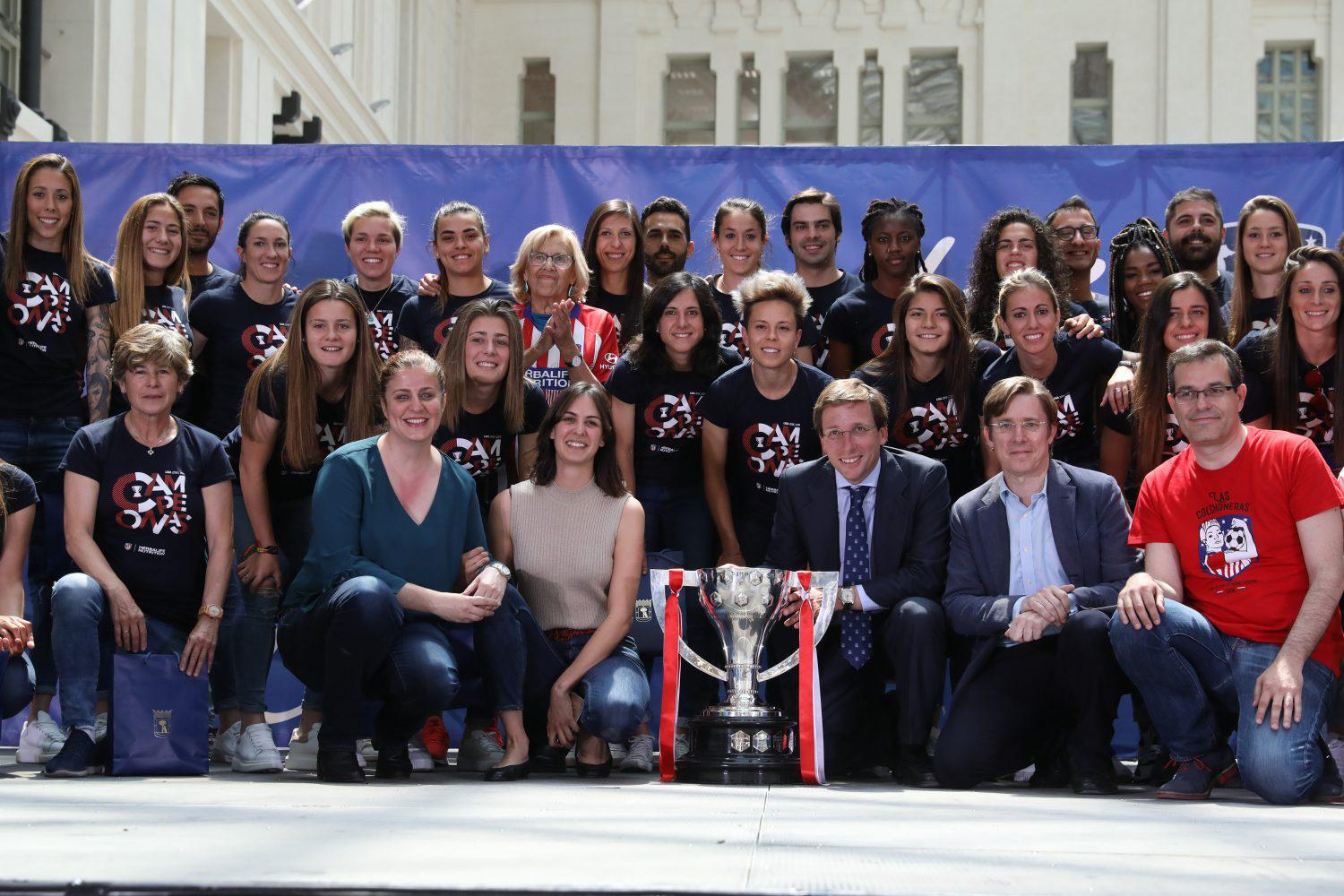
La alcaldesa recibe al equipo femenino del Atlético de Madrid ganador de la Liga Iberdrola 2019

Ante la falta de oportunidades en el primer equipo del F. C. Barcelona en 2017 fichó por el Atlético de Madrid y debutó el 2 de septiembre de se año en Primera División en un partido a domicilio que enfrentó al Atlético de Madrid con el Fundación Albacete y que concluyó con victoria por tres goles a uno para las rojiblancas. El 11 de octubre debutó en la Liga de Campeones Femenina de la UEFA en la derrota a domicilio por 12 a 2 ante el Wolfsburgo. Este mal resultado hizo peligrar el puesto del entrenador, que hizo menos rotaciones y empezó a confiar en una defensa fija formada por Kenti Robles, Andrea Pereira, Carmen Menayo y Marta Corredera, y Laia solo disputó un encuentro más como titular y dos como suplente.
El 25 de abril de 2018 sufrió una fractura de cúbito y radio del brazo derecho jugando con la selección sub-20. Laia jugó 7 partidos de liga en la temporada 2017/18 y acabó proclamándose campeona de Liga y subcampeona de Copa con el Atlético de Madrid.
En la temporada 2018-19 el club cambió de entrenador, asumiendo el rol José Luis Sánchez Vera. Además Andrea Pereira y Marta Corredera dejaron el club, siendo sustituidas por Elena Linari y Aïssatou Tounkara. Laia disputó el Mundial Sub-20 de Francia con una actuación destacada lo que le abrió la puerta a la titularidad. Se asentó como titular en el equipo y 4 de noviembre marcó su primer gol con el Atlético ante el Levante y fue elegida mejor jugadora de la jornada. Siguió siendo titular durante toda la Liga, perdiéndose solo un partido por lesión y otro por sanción, y el 5 de mayo de 2019 logró su segundo título de Liga. La web de la Liga destacó su madurez y liderazgo en la defensa del equipo. En la Copa de la Reina tuvo un papel destacado en las semifinales cubriendo a Lieke Martens hasta que se lesionó, y disputó la final del torneo, en el que el Atlético cayó ante la Real Sociedad.
Aunque empezó la temporada 2019-20 como suplente en la primera jornada de liga, volvió a ser titular en todos los encuentros y marcó un gol ante el EDF Logroño, hasta que un balón perdido ante el Betis y un autogol ante el Athletic costaron sendas victorias al equipo. Tras alternar 5 partidos entre el banquillo y el once titular volvió a afianzarse como titular. Jugó 20 partidos de liga antes de que se suspendiera con motivo de la pandemia del Covid-19 y quedando subcampeona de liga. Fue elegida en el equipo ideal de las jornadas 2 y 4 por el diario Marca, y en las jornadas 6 y 21 por el patrocinador del torneo, Iberdrola, que también la nombró en el equipo ideal del año 2019. Disputó la semifinal la Supercopa en la que cayeron derrotadas por el F. C. Barcelona y el partido de octavos de final de la Copa de la Reina ante el Betis en el que pasaron las sevillanas al vencer en la tanda de penaltis.
En la temporada 2020-21 siguió siendo titular y ya era una de las jugadoras más veteranas del equipo por lo que empezó a asumir más liderazgo en el vestuario, e incluso estrenó capitanía en noviembre, y fue nombrada cuarta capitana en diciembre. En diciembre de 2020 fue incluida en el Once de Oro de Fútbol Draft por sus actuaciones en la temporada, y en marzo de 2021 la IFFHS la incluyó en su Equipo sub-20 de la UEFA del año 2020. En enero de 2021 ganó la Supercopa y fue nombrada mejor jugadora del campeonato. En febrero sus actuaciones siguieron siendo óptimas a pesar de la mala racha de resultados del equipo y fue elegida mejor jugadora del mes de febrero y marzo por la afición.
La temporada 2021-22 no pudo empezar mejor, marcando un doblete en la victoria por 5-0 sobre el Rayo Vallecano. En octubre volvió a ser elegida en el Once de Oro de Fútbol Draft. Titular habitual en el equipo, en enero de 2022 se instaló la placa conmemorativa en el paseo de las leyendas del club, que acredita haber jugado más de 100 partidos en el Atlético de Madrid. En mayo de 2022 el club anunció que no seguiría en el club y le hizo un homenaje junto a Amanda Sampedro y Silvia Meseguer. Acabaron la temporada en cuarta posición a un punto de la tercera plaza que daba el último cupo para disputar la Liga de Campeones. Fueron finalistas en la Supercopa, en la que perdieron ante el F. C. Barcelona. En la Copa de la Reina el equipo cayó en octavos de final ante el Sporting de Huelva.

### Manchester City
Después de otro año siendo un pilar clave en el Atlético de Madrid, el 9 de junio de 2022, tanto Laia como el Manchester City comunicaron que la defensa catalana se uniría a las "citizens" al comienzo de la temporada 2022-2023.

## Selección nacional

### Categorías inferiores
Con la Selección sub-16 fue convocada para disputar Torneo Desarrollo de la UEFA el 9 de febrero de 2015. Se proclamó campeona del torneo junto a sus compañeras tras ganar a Escocia, Alemania y Holanda.
Laia debutó con la selección española Sub-17 con el 11 de marzo de 2015 con 14 años en la victoria de España ante Inglaterra por un gol a cero en partido amistoso, en el que marcó el gol de la victoria. El 22 de marzo debutó en partido oficial ante Rusia con victoria por tres a cero, marcando uno de los goles. Ese verano es convocada para el Europeo Sub-17 del que termina siendo campeona al derrotar a Suiza por 5 goles a 2 en la final. Laia fue elegida dentro del equipo ideal del torneo.
En el año 2016 disputó de nuevo el Europeo Sub-17 donde España perdió la final por penaltis ante Alemania y Laia fue elegida en el equipo ideal del torneo. Ese mismo año disputó el Mundial Sub-17 donde Laia fue titular en todos los encuentros, marcó ante Nueva Zelanda en fase de grupos y fue elegida jugadora del partido. Fue nominada al Balón de Oro del torneo y fue elegida en equipo del torneo. España obtuvo la medalla de bronce.
En el año 2017 disputó su tercer Europeo Sub-17, siendo capitana del equipo y cayendo por penaltis en la final. Laia volvió a formar parte del equipo del torneo.
Laia disputó en total 34 partidos con la Selección Sub-17 y marcó 7 goles, siendo la jugadora que más partidos ha jugado en esta categoría.
El 5 de septiembre de 2017 Laia fue convocada con la Selección Sub-19. Laia debutó en esta categoría el 12 de septiembre de 2017 en Florencia contra Italia en un partido que terminó con empate a dos goles.
Laia fue convocada con la Selección sub-20 para disputar el Mundial de Francia de 2018. Comenzó siendo suplente pero una lesión de Ona Batlle en el primer encuentro le permitió jugar el resto de partidos como titular. España fue subcampeona del mundo al perder en la final por 3 a 1 ante Japón.
Participó como titular en la clasificación para el Europeo Sub-19 de 2019. Jugó los cuatro partidos de la fase final en Escocia como titular, debutando en  contra Bélgica como capitana de la selección y marcando el segundo gol del equipo al rematar de cabeza un saque de esquina en la victoria por dos a cero. En el segundo partido ganaron a Inglaterra por 1-0, con el que se clasificaron matemáticamente para la semifinal y para el Mundial Sub-20 de 2020, y en el tercer partido empataron a cero contra Alemania, siendo segundas de grupo por diferencia de goles. En la semifinal contra Francia empataron el partido y cayeron en la prórroga por 3-1. Al final del torneo fue elegida como parte del once ideal del campeonato.

### Selección absoluta
Debutó con la Selección Absoluta el 17 de mayo de 2019 en un amistoso ante Camerún preparatorio para el Mundial de Francia, en el que marcó un gol. El 27 de noviembre de 2020 jugó su segundo partido y el primero en competición oficial en la victoria por 10-0 sobre Moldavia. Desde entonces fue convocada habitualmente como recambio de las centrales titulares, Mapi León e Irene Paredes. Fue titular en el primer partido de clasificación para el Mundial de 2023 ante Islas Feroe en el que marcó el último gol del partido, que concluyó con un resultado de 0-10.
Fue convocada en la primera lista de seleccionadas para la Eurocopa de 2022. El 27 de junio formó parte de la convocatoria final para disputar la Eurocopa.

## Estadísticas

### Clubes
Actualizado al último partido jugado el 15 de mayo de 2022.
| Club                         | Temporada     | Div.                | Liga  | Liga  | Liga   | Copas nacionales | Copas nacionales | Copas nacionales | Copas internacionales | Copas internacionales | Copas internacionales | Total | Total | Total  | Media goleadora |
| Club                         | Temporada     | Div.                | Part. | Goles | Asist. | Part.            | Goles            | Asist.           | Part.                 | Goles                 | Asist.                | Part. | Goles | Asist. | Media goleadora |
| ---------------------------- | ------------- | ------------------- | ----- | ----- | ------ | ---------------- | ---------------- | ---------------- | --------------------- | --------------------- | --------------------- | ----- | ----- | ------ | --------------- |
| F. C. Barcelona "B" · España | 2015-16       | 2.ª                 |       |       |        | 0                | 0                | 0                | 0                     | 0                     | 0                     | ?     | ?     | ?      | ?               |
| F. C. Barcelona "B" · España | 2016-17       | 2.ª                 |       |       |        | 0                | 0                | 0                | 0                     | 0                     | 0                     | ?     | ?     | ?      | ?               |
| F. C. Barcelona "B" · España | Total club    | Total club          | ?     | ?     | ?      | 0                | 0                | 0                | 0                     | 0                     | 0                     | 0     | 0     | 0      | ?               |
| Atlético de Madrid · España  | 2017-18       | 1.ª                 | 7     | 0     | 0      | 0                | 0                | 0                | 1                     | 0                     | 0                     | 8     | 0     | 0      | 0,00            |
| Atlético de Madrid · España  | 2018-19       | 1.ª                 | 28    | 2     | 0      | 4                | 0                | 0                | 3                     | 0                     | 0                     | 35    | 2     | 0      | 0,06            |
| Atlético de Madrid · España  | 2019-20       | 1.ª                 | 20    | 1     | 0      | 2                | 0                | 0                | 4                     | 0                     | 0                     | 26    | 1     | 0      | 0,04            |
| Atlético de Madrid · España  | 2020-21       | 1.ª                 | 31    | 1     | 1      | 4                | 0                | 0                | 4                     | 0                     | 0                     | 39    | 1     | 1      | 0.02            |
| Atlético de Madrid · España  | 2021-22       | 1.ª                 | 29    | 4     | 0      | 3                | 0                | 0                |                       |                       |                       | 32    | 4     | 0      | 0.12            |
| Atlético de Madrid · España  | Total club    | Total club          | 115   | 8     | 1      | 13               | 0                | 0                | 12                    | 0                     | 0                     | 140   | 8     | 1      | 0.06            |
| Manchester City Inglaterra   | 2022-23       | Women's Soccer Club | 16    | 0     | 0      | 7                | 0                | 0                | 2                     | 0                     | 0                     | 25    | 0     | 0      |                 |
| Manchester City Inglaterra   | 2023-24       | Women's Soccer Club | 21    | 1     | 3      | 8                | 1                | 0                | -                     | -                     | -                     | 29    | 2     | 3      |                 |
| Manchester City Inglaterra   | 2024-25       | Women's Soccer Club | 18    | 1     | 1      | 7                | 0                | 0                | 6                     | 0                     | 0                     | 31    | 1     | 1      |                 |
| Manchester City Inglaterra   | Total club    | Total club          | 55    | 2     | 4      | 22               | 1                | 0                | 8                     | 0                     | 0                     | 85    | 3     | 4      |                 |
| Total carrera                | Total carrera | Total carrera       | 170   | 10    | 5      | 35               | 1                | 0                | 20                    | 0                     | 0                     | 225   | 11    | 5      | ?               |

### Selecciones
Actualizado al último partido jugado el 12 de abril de 2022.
| Selecciones                                                                                                | Temporada     | Europeo(4) | Europeo(4) | Europeo(4) | Mundial (4) | Mundial (4) | Mundial (4) | Amistosos | Amistosos | Amistosos | Total | Total | Total  | Media goleadora |
| Selecciones                                                                                                | Temporada     | Part.      | Goles      | Asist.     | Part.       | Goles       | Asist.      | Part.     | Goles     | Asist.    | Part. | Goles | Asist. | Media goleadora |
| --- | ------------- | ---------- | ---------- | ---------- | ----------- | ----------- | ----------- | --------- | --------- | --------- | ----- | ----- | ------ | --------------- |
| Sub-16 · España                                                                                            | 2014-15       | —          | —          | —          | —           | —           | —           | 2         | -         | -         | 2     | 0     | 0      | 0               |
| Sub-16 · España                                                                                            | Total         | 0          | 0          | 0          | 0           | 0           | 0           | 2         | 0         | 0         | 2     | 0     | 0      | 0               |
| Sub-17 · España                                                                                            | 2014-15       | 6          | 1          | 0          |             |             |             | 1         | 1         | 0         | 7     | 2     | 0      | 0,28            |
| Sub-17 · España                                                                                            | 2015-16       | 10         | 2          | 0          |             |             |             | 1         | 2         | 0         | 11    | 4     | 0      | 0,36            |
| Sub-17 · España                                                                                            | 2016-17       | 7          | 1          | 0          | 6           | 1           | 0           | 3         | 1         | 0         | 16    | 3     | 0      | 0,19            |
| Sub-17 · España                                                                                            | Total         | 23         | 4          | 0          | 6           | 1           | 0           | 5         | 4         | 0         | 34    | 9     | 0      | 0,26            |
| Sub-19 · España                                                                                            | 2017-18       | 4          | 0          | 0          | 0           | 0           | 0           | 2         | 0         | 0         | 6     | 0     | 0      | 0               |
| Sub-19 · España                                                                                            | 2018-19       | 3          | 0          | 0          |             |             |             | 2         | 0         | 0         | 5     | 0     | 0      | 0               |
| Sub-19 · España                                                                                            | 2019-20       | 4          | 1          | 0          |             |             |             | 0         | 0         | 0         | 4     | 1     | 0      | 0,25            |
| Sub-19 · España                                                                                            | Total         | 11         | 1          | 0          | 0           | 0           | 0           | 4         | 0         | 0         | 15    | 1     | 0      | 0,07            |
| Sub-20 · España                                                                                            |               |            |            |            |             |             |             |           |           |           |       |       |        |                 |
| 2018-19 | -             | -          | -          | 6          | 0           | 0           | 0           | 0         | 0         | 6         | 0     | 0     | 0      |                 |
| 2019-20 | -             | -          | -          | -          | -           | -           | 4           | 1         | 0         | 4         | 1     | 0     | 0,25   |                 |
| Total | 0             | 0          | 0          | 6          | 0           | 0           | 4           | 1         | 0         | 10        | 1     | 0     | 0,10   |                 |
| Abs. · España                                                                                              |               |            |            |            |             |             |             |           |           |           |       |       |        |                 |
| 2018-19 |               |            |            |            |             |             | 1           | 1         | 0         | 1         | 1     | 0     | 1,00   |                 |
| 2019-20 | -             | -          | -          |            |             |             | -           | -         | -         |           |       |       | -      |                 |
| 2020-21 | 2             | 0          | 0          |            |             |             | 2           | 0         | 0         | 4         | 0     | 0     | 0      |                 |
| 2021-22 |               |            |            | 2          | 1           | 0           | 3           | 0         | 0         | 5         | 1     | 0     | 0.20   |                 |
| Total | 2             | 0          | 0          | 2          | 1           | 0           | 6           | 1         | 0         | 10        | 2     | 0     | 0,20   |                 |
| Total carrera                                                                                              | Total carrera | 35         | 4          | 0          | 13          | 1           | 0           | 21        | 6         | 0         | 71    | 13    | 0      | 0,17            |
| (4) Se incluyen partidos en fases clasificatorias, no incluye Torneo de Exentos ni Torneo Desarrollo UEFA. |               |            |            |            |             |             |             |           |           |           |       |       |        |                 |

#### Participaciones en fases finales
| Competición         | Categoría                  | Sede            | Resultado     | Partidos | Goles |
| ------------------- | -------------------------- | --------------- | ------------- | -------- | ----- |
| Europeo Sub-17 2015 | Selección de fútbol sub-17 | Islandia        | Campeona      | 4        | 0     |
| Europeo Sub-17 2016 | Selección de fútbol sub-17 | Bielorrusia     | Subcampeona   | 5        | 0     |
| Mundial Sub-17 2016 | Selección de fútbol sub-17 | Jordania        | Tercer puesto | 6        | 1     |
| Europeo Sub-17 2017 | Selección de fútbol sub-17 | República Checa | Subcampeona   | 4        | 0     |
| Mundial Sub-20 2018 | Selección de fútbol sub-20 | Francia         | Subcampeona   | 6        | 0     |
| Europeo Sub-19 2019 | Selección de fútbol sub-19 | Escocia         | Semifinalista | 4        | 1     |
| Total               | –                          | –               | –             | 29       | 2     |

## Palmarés

### Campeonatos nacionales
| Título                   | Club                | País   | Año       |
| ------------------------ | ------------------- | ------ | --------- |
| Segunda División Grupo 3 | F. C. Barcelona "B" | España | 2015-2016 |
| Segunda División Grupo 3 | F. C. Barcelona "B" | España | 2016-2017 |
| Primera División         | Atlético de Madrid  | España | 2017-2018 |
| Primera División         | Atlético de Madrid  | España | 2018-2019 |
| Supercopa de España      | Atlético de Madrid  | España | 2021      |

### Campeonatos internacionales
| Título         | Equipo              | Sede  | Año  |
| -------------- | ------------------- | ----- | ---- |
| Europeo Sub-17 | Selección de España | Suiza | 2015 |

### Distinciones individuales
| Distinción                                                                  | Año       |
| --------------------------------------------------------------------------- | --------- |
| Equipo del Campeonato Europeo Sub-17                                        | 2015      |
| Equipo del Campeonato Europeo Sub-17                                        | 2016      |
| Jugadora del partido en Copa Mundial Sub-17                                 | 2016      |
| Equipo del Campeonato Europeo Sub-17                                        | 2017      |
| Jugadora de la Jornada 8 de la Liga Iberdrola                               | 2018      |
| Once Ideal del Campeonato Europeo Sub-19                                    | 2019      |
| Once ideal de Marca en la Jornada 2 de la Primera Iberdrola                 | 2019      |
| Once ideal de Marca en la Jornada 4 de la Primera Iberdrola                 | 2019      |
| Futbolista catalana de mayor proyección                                     | 2019-2020 |
| Once ideal de las Jornada 6 y 21 de Primera Iberdrola                       | 2019      |
| Once Ideal Primera Iberdrola 2019                                           | 2019      |
| Once de Oro Fútbol Draft                                                    | 2019-20   |
| MVP de la final de la Supercopa de España de fútbol femenino 2021           | 2021      |
| Jugadora 5 estrellas del Atlético de Madrid de los meses de febrero y marzo | 2021      |
| Equipo sub-20 de la UEFA del año 2020 para el IFFHS                         | 2021      |
| Once de Oro Fútbol Draft                                                    | 2020-21   |